# Attorney General (US-Bundesstaaten)

Siegel des Attorney General von New Jersey

Siegel des texanischen Attorney General

Als Attorney General (englisch meist state attorney general) wird im Allgemeinen das öffentliche Amt des Beraters der Regierung eines Bundesstaates (US-Gliedstaats) in Justizfragen und zugleich des Leiters der bundesstaatlichen Strafverfolgungsbehörde bezeichnet. Als hohes Amt innerhalb der bundesstaatlichen Exekutive werden diesem die Aufgaben sowohl des Justizministers eines Bundesstaats als auch des Generalstaatsanwalts zugeschrieben.

## Aufgaben
Der Attorney General eines Bundesstaates übernimmt auf bundesstaatlicher Ebene analoge Aufgaben wie der Attorney General auf Bundesebene, im deutschen Sprachgebrauch üblicherweise auch US-Justizminister bezeichnet. Ebenso wie der Attorney General auf Bundesebene (nach dem deutschen System) etwa die Funktion des Bundesjustizministers und des Generalbundesanwalts vereint, übernimmt ein State Attorney General ebenso die Funktion eines (Landes-)Justizministers sowie eines Generalstaatsanwalts. Zu seinen Hauptaufgaben zählen die Beratung der Regierung des Staates in Justizfragen, die Kontrolle der Strafverfolgungsbehörden und die Vertretung seines Bundesstaates vor Gericht. Gerichtliche Aufgaben übernimmt der Attorney General heutzutage allerdings nur in Fällen außergewöhnlicher Wichtigkeit, die meisten Verhandlungen werden normalerweise vom jeweiligen Solicitor General vertreten. Dem jeweiligen Attorney General untersteht eine eigene, einem Ministerium zu vergleichende, Behörde, häufig auch mit über einigen hundert Angestellten.
Innerhalb der bundesstaatlichen Regierung ist der Attorney General generell der vierthöchste Posten nach dem Gouverneur, dem Vizegouverneur und dem Secretary of State (Staatsminister). In den fünf Staaten ohne Vizegouverneur steht der jeweilige Amtsinhaber sogar an dritter Stelle. Auch wird der Attorney General in der protokollarischen Nachfolge für den Gouverneursposten berücksichtigt. Meist steht er hinter dem Vizegouverneur, den Vorsitzenden der beiden Parlamentskammern und dem Secretary of State. In einigen Bundesstaaten rangiert er auch vor den Parlamentspräsidenten.
Das Amt des Attorney Generals wird als prestigeträchtiger Posten angesehen; viele Amtsinhaber stiegen in höhere politische Ämter und Mandate auf, insbesondere in den Kongress der Vereinigten Staaten und ins Gouverneursamt.

## Amtsbesetzung

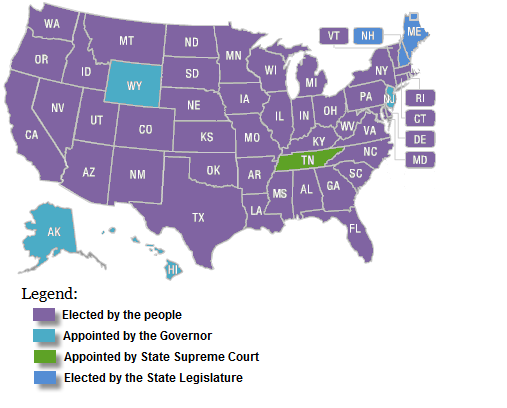
Karte der Bundesstaaten nach Variante der Amtsbesetzung

In 43 Bundesstaaten wird der Attorney General direkt von der Bevölkerung gewählt. In der Regel stellten mindestens die beiden großen Parteien einen Kandidaten auf, der zuvor im Rahmen einer parteiinternen Vorwahl (Primary) bestimmt wurde. In fast allen Staaten hat automatisch der Bewerber mit den meisten Stimmen gewonnen. Daher reicht auch eine relative Mehrheit der Stimmen aus. Bei den Wahlkämpfen selbst steht meist jedoch eher die Persönlichkeit der Kandidaten im Vordergrund und weniger die parteipolitische Zugehörigkeit. Erteilt wird das Mandat für vier Jahre. In vielen Staaten wurde die maximale Zahl der Amtsperioden auf zwei beschränkt, in anderen kann jeder Bewerber theoretisch unbegrenzt oft wiedergewählt werden. Gewählt wird meist Anfang November eines jeden geraden Jahres; entweder parallel zu Präsidentschaftswahlen oder Halbzeitwahlen zum Kongress. Meist erfolgt die Wahl auch zeitgleich zu sämtlichen anderen Wahlen, mit denen Regierungsämter in den Staaten besetzt werden. In Pennsylvania beispielsweise wird der Attorney General jedoch parallel zum US-Präsidenten gewählt (bspw. 2012, 2016 oder 2020), während der Gouverneur zur selben Zeit wie die Halbzeitwahlen bestimmt wird (bspw. 2010, 2014 oder 2018).
Da nicht nur Gouverneur und Vizegouverneur direkt gewählt werden, sondern auch andere hohe Exekutivämter wie Secretary of State und State Treasurer (entspricht etwa einem Finanzminister), können die jeweiligen Mandatsträger verschiedenen Parteien angehören. Der Attorney General ist aber im Gegensatz zum Gouverneur weniger mit allgemeinen politischen Fragen betraut. Somit ergeben sich nicht zwangsläufig ideologische Konflikte. 
In Alaska, Hawaii, New Jersey und Wyoming wird der Attorney General vom Gouverneur ernannt. Die Ernennung muss durch den jeweiligen Staatssenat bestätigt werden. In diesen Staaten erfolgt die Berufung auf unbestimmte Zeit; das heißt, der Gouverneur kann den Attorney General auch jederzeit wieder abberufen, ohne sich die Zustimmung der Legislative einzuholen. In Maine und New Hampshire bestimmt die State Legislature den Attorney General, während in Tennessee der Oberste Gerichtshof des Bundesstaates zuständig ist. In früheren Zeiten wurden die meisten Mandatsträger von den Gouverneuren ernannt, im Laufe des 20. Jahrhunderts haben viele Staaten aus dem Attorney General ein Wahlamt gemacht.
Bei einem vorzeitigen Mandatsverzicht oder -verlust wird in den 43 Bundesstaaten, in denen der Attorney General gewählt wird, keine vorzeitige Sonderwahl abgehalten. Stattdessen ernennt der Gouverneur einen neuen Amtsträger für den Rest der Wahlperiode. Hier ist aber die Zustimmung der Legislative notwendig.

## Parteizugehörigkeit
Stand Mai 2023 sind 27 Amtsinhaber Republikaner und 23 Demokraten.